# Schlössli Zimmerwald

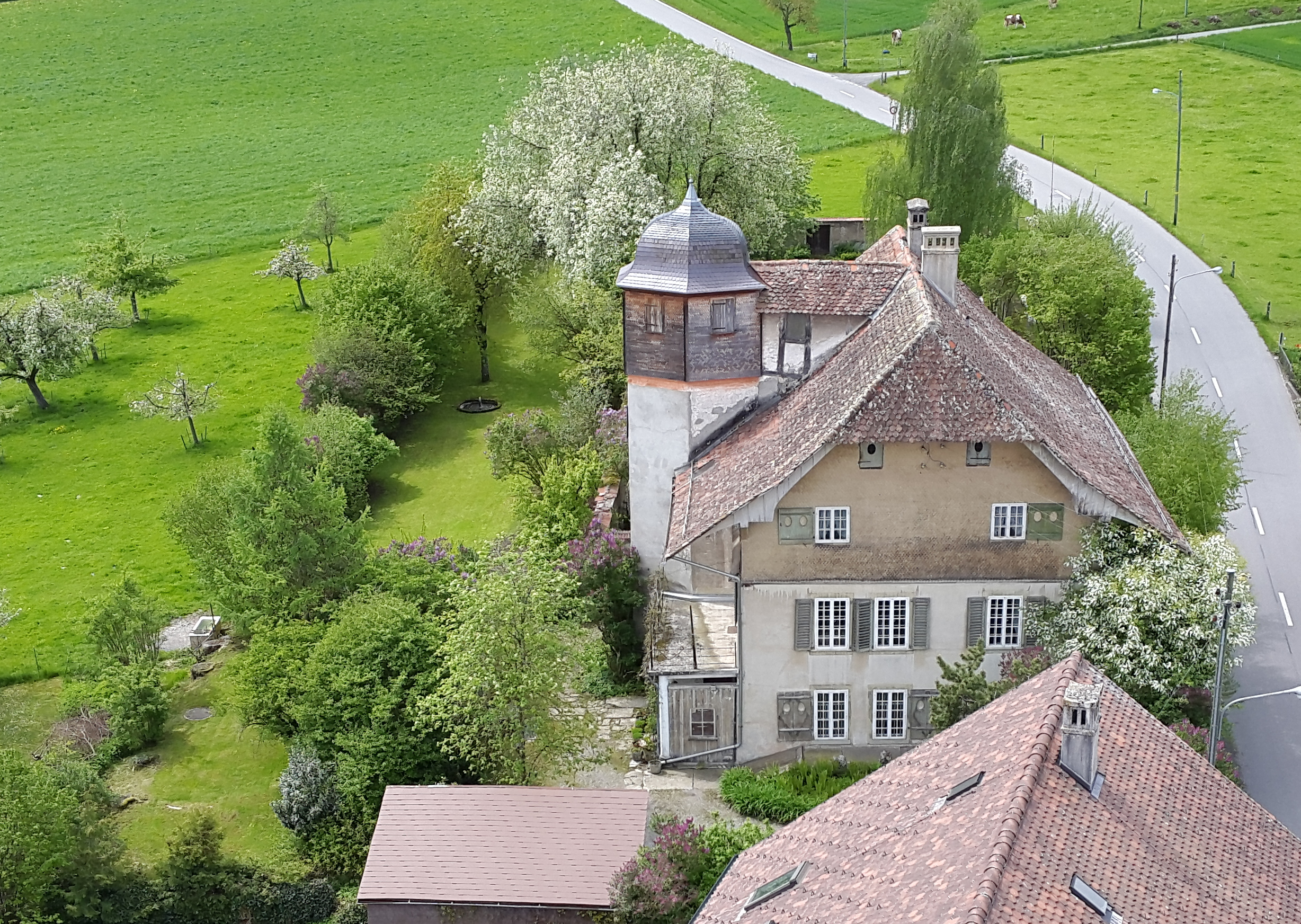
Schlössli Zimmerwald (2015)

Das Schlössli Zimmerwald ist ein historischer Landsitz in Zimmerwald im Kanton Bern in der Schweiz.

## Geschichte

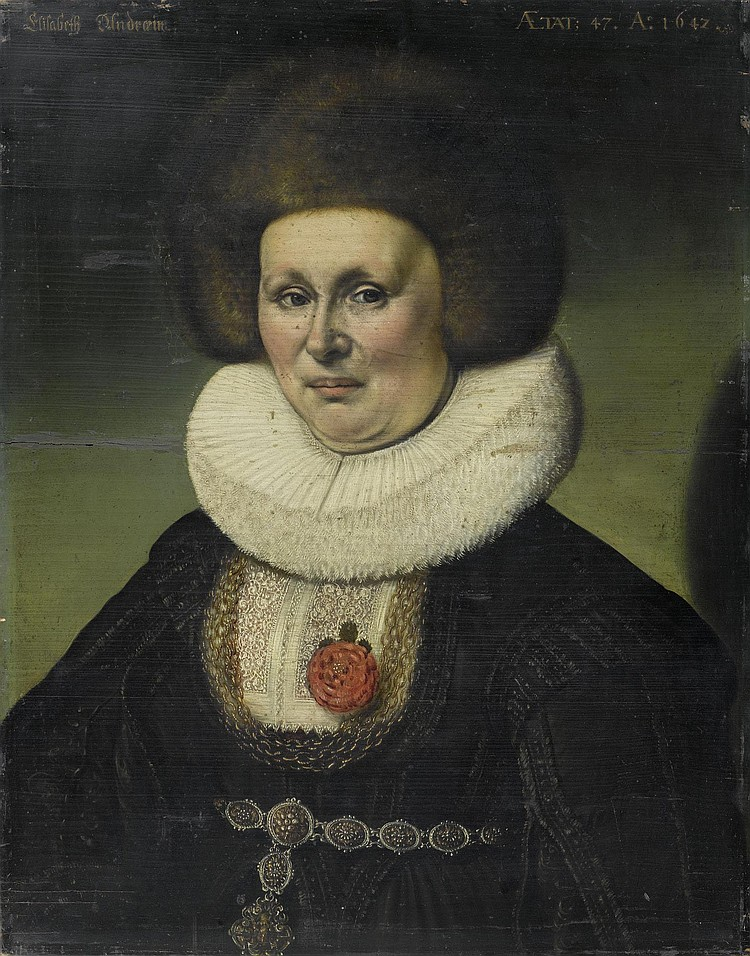
Elisabeth von Werdt-Andreae, Gemälde von Hans Jakob Dünz (II.) (1642)

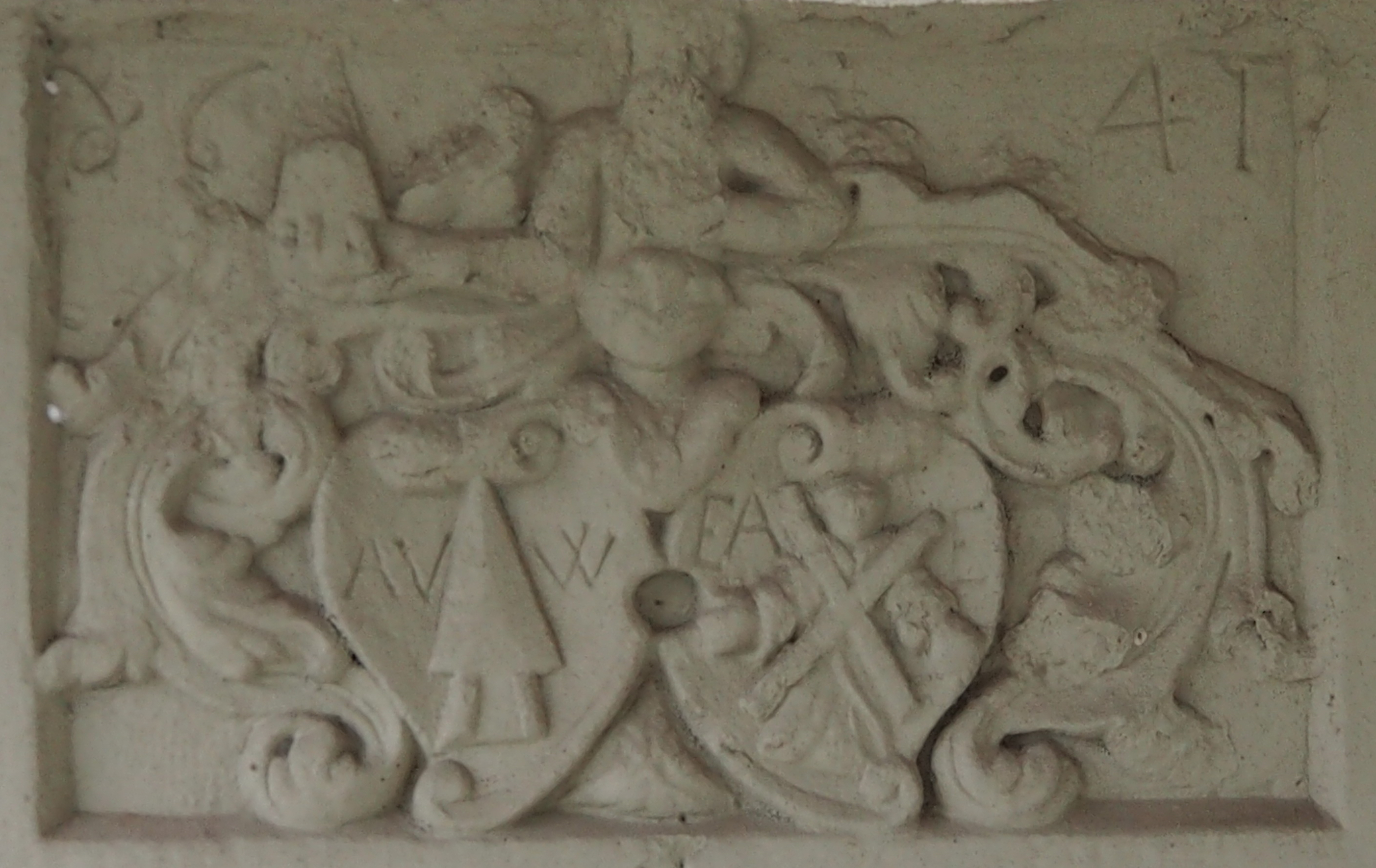
Sandsteinrelief (Supraporte) mit Allianzwappen Abraham von Werdt und Elisabeth Andreae am Turm (1641)

Gertrud von Egerdon, geborene von Bubenberg, verkaufte 1296 Teile ihrer Güter in Zimmerwald an den Berner Burger Ruf Isenhut. Dieser wiederum vermachte seinen gesamten Besitz 1323 der Johanniterkommende Münchenbuchsee. Eine Hälfte des Zehnten zu Zimmerwald ging 1333 von Niklaus von Lindenach käuflich an das Deutschordenshaus Köniz. Die Kommende Münchenbuchsee und ihr gesamter Besitz ging 1529 an die Stadt Bern über. Möglicherweise standen Zimmerwald und Obermuhlern von da an unter Stadtgericht.
Ulrich Glanzmann besass 1583 in Zimmerwald eine Hofstatt mit Zehnten, zu welchem eine Matte mit Stock (festes Haus) gehörte. 1599 ging dieser Besitz an Peter Tribolet, Herrn zu La Lance und Kastlan zu Wimmis. Nach seinem Tod 1622 nahm Bern das Gutshaus an sich und verkaufte es 1639 an den Gerbermeister Abraham von Werdt, Herrn zu Toffen. Abraham von Werdt, seit 1629 in dritter Ehe mit Elisabeth Andreae, Enkelin des pfälzischen Bibelübersetzers Johannes Piscator, verheiratet, liess den Stock ausbauen. Von Werdts Tochter Elisabeth Jenner erbte 1671 das Gut Zimmerwald und erwarb weitere Äcker und Rechte hinzu. Nach ihrem Ableben ging Zimmerwald an ihren Schwiegersohn Johann Friedrich Steck, Landvogt zu Frienisberg, 1717 an dessen gleichnamigen Sohn und 1726 an Abraham Steck, Bauamtsschreiber. Er vererbte den Besitz seinem Enkel Daniel Wyttenbach. Wyttenbachs Witwe brachte das Gut Zimmerwald 1861 ihrem zweiten Gatten Friedrich Bernhard Indermühle zu. Indermühle erbaute neben dem Schlössli die Villa und Pension Beau Séjour, 1864 musste er das Schlössli jedoch bereits verpfänden. Friedrich Berger kaufte 1895 das Gut, um Schlössli und Gutsbetrieb zu trennen. Abermals wechselte das Schlössli oftmals die Hand, mehrfach infolge Konkurses. Verschiedene Parteien erwarben nun das Haus, 1917 übernahmen es die Wirte Robert Streit und Rudolf Guggisberg allein. Die Tochter des Letzteren erhielt 1951/57 die gesamte Liegenschaft und vererbte sie an ihre Kinder.

## Bau
Das sogenannte Schlössli dürfte in seinem heutigen Bestand in der zweiten Hälfte des 16. Jahrhunderts entstanden sein. Darauf deuten Türgewände und erhaltene Bollenfriese im ersten Stock hin. Der hexagonale Treppenturm wurde 1641 hinzugefügt, möglicherweise gleichzeitig wie die Umfassungsmauer südlich des Hauses. Das Haus erfuhr Umbauten im 18. und 19. Jahrhundert, insbesondere im Innern, welches im ersten Stock in einem Raum ein Brettpilastertäfer aus der Zeit um 1730 aufweist. Die Ostfassade beinhaltet einen Taubenschlag aus dem 18. Jahrhundert.

## Bilder

Bilder
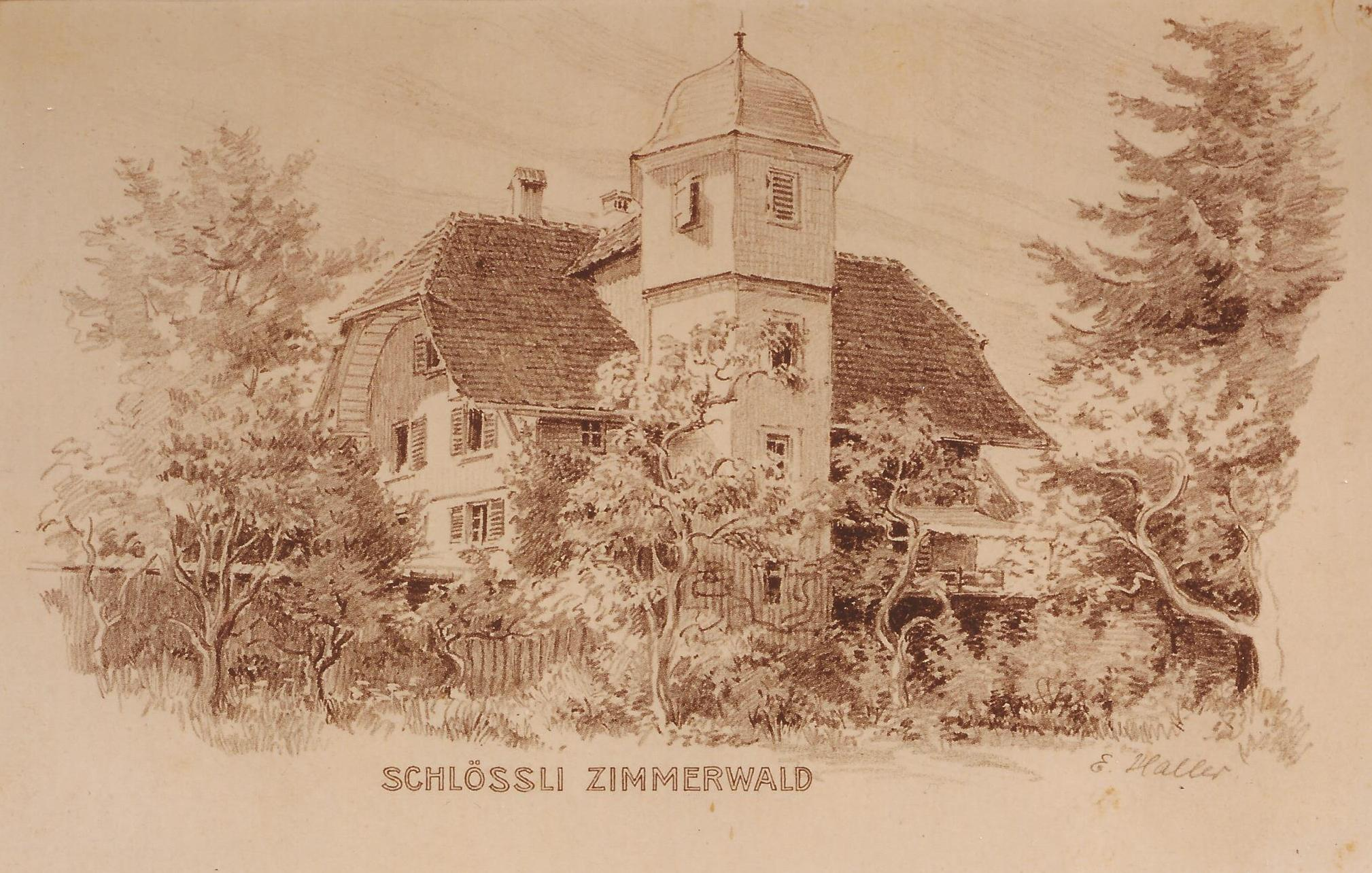
Schlössli von Osten (um 1920)
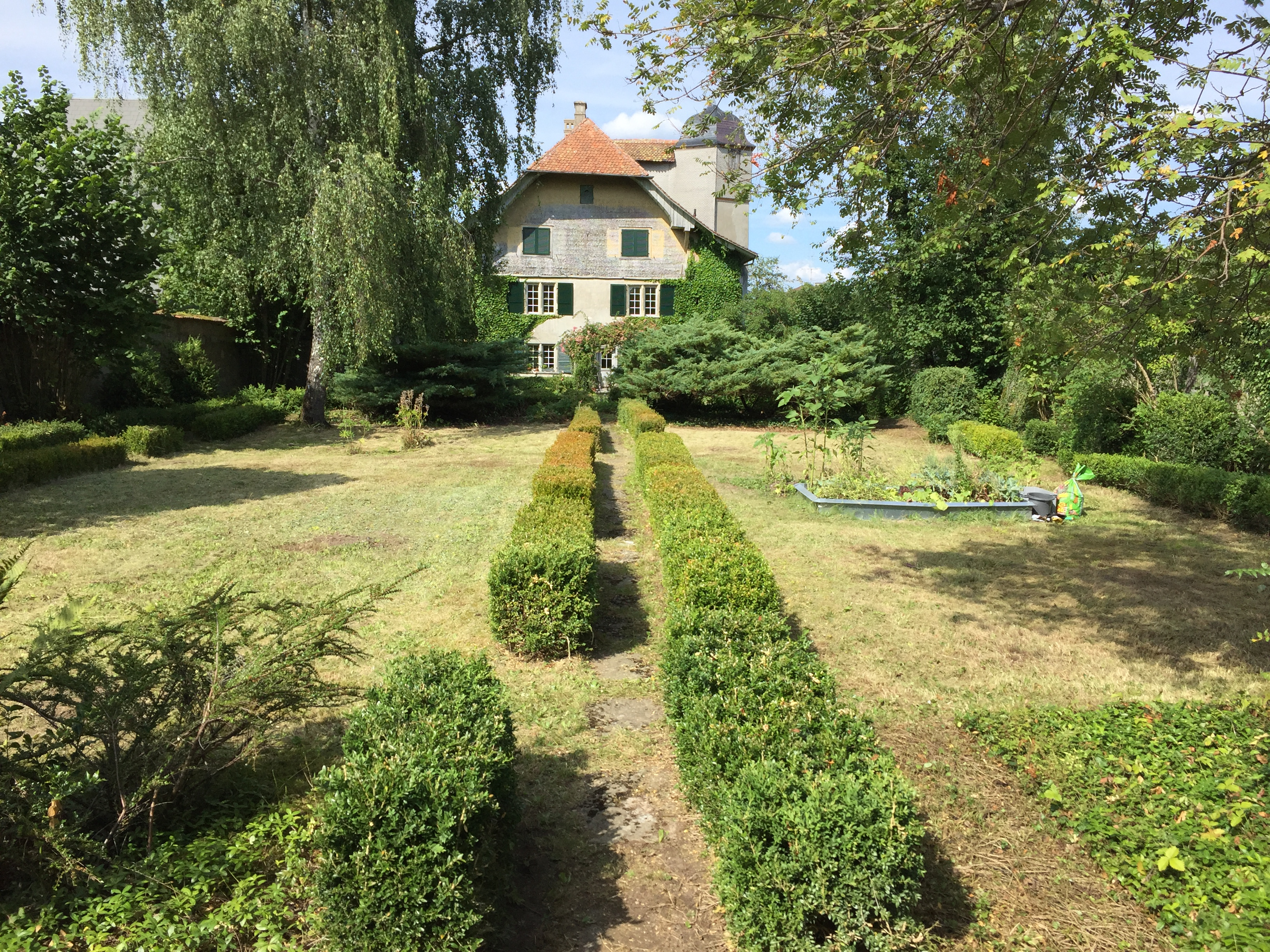
Garten von Süden
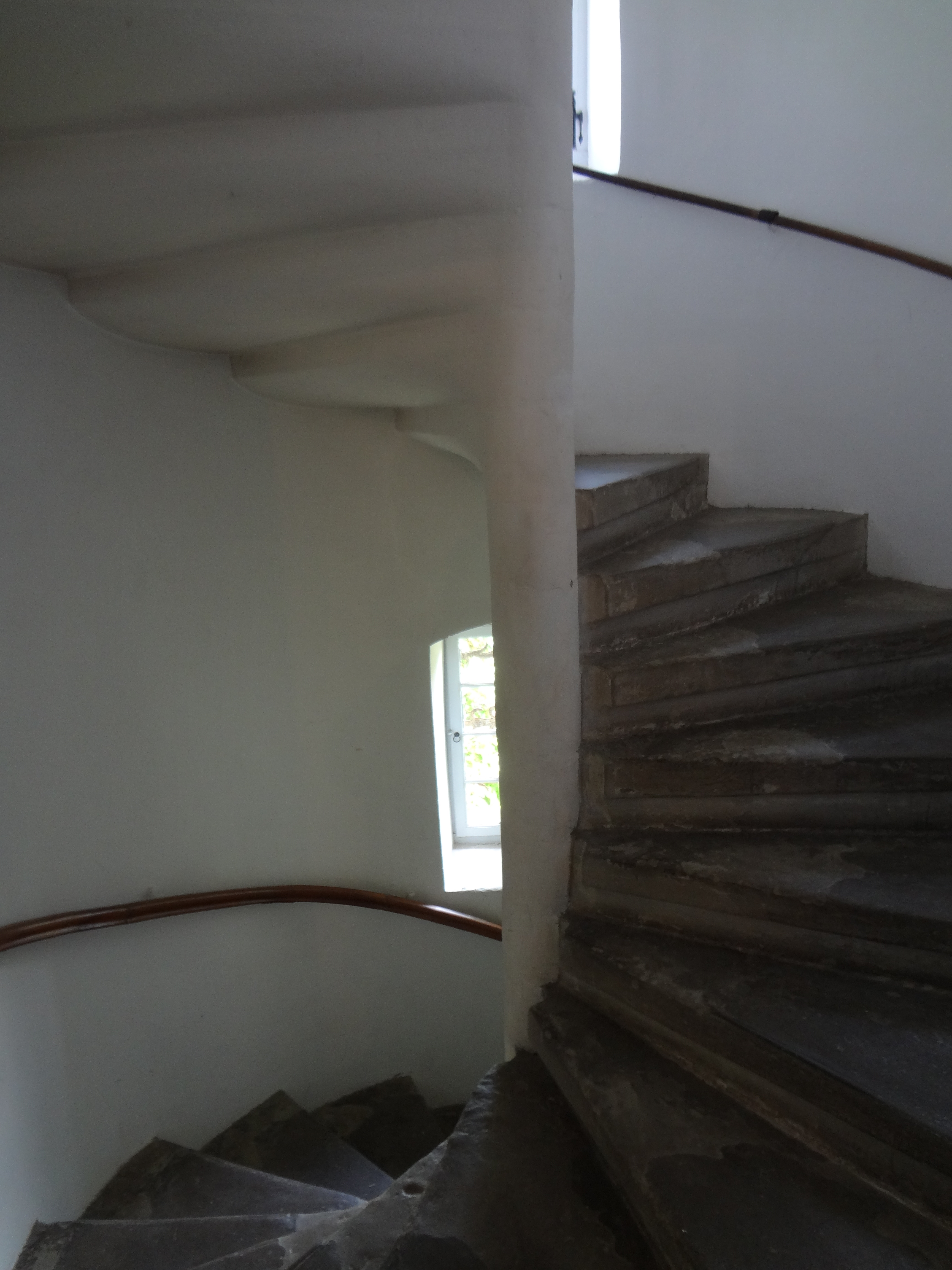
Treppenturm
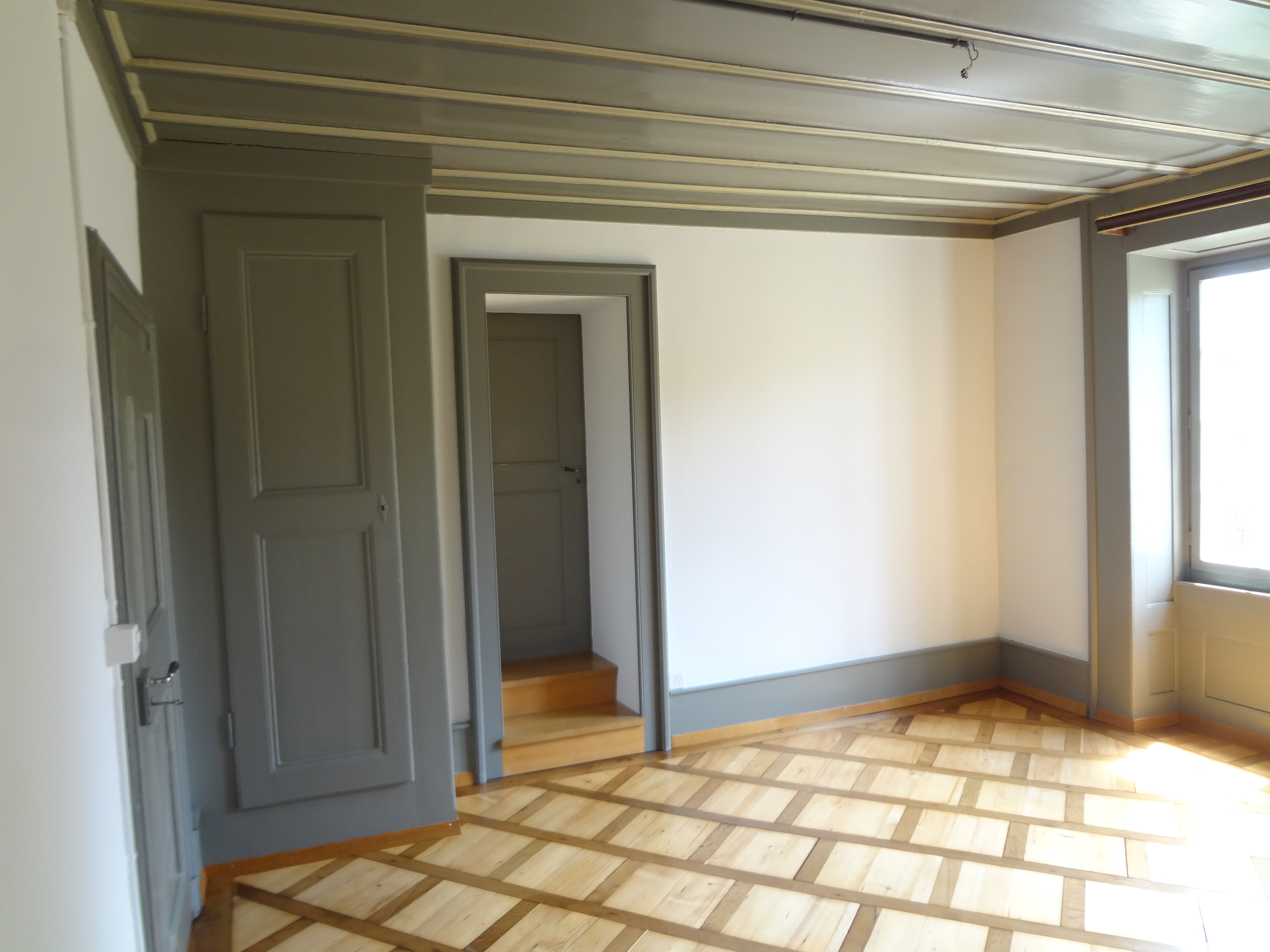
Erstes Obergeschoss, Salon nach Süden
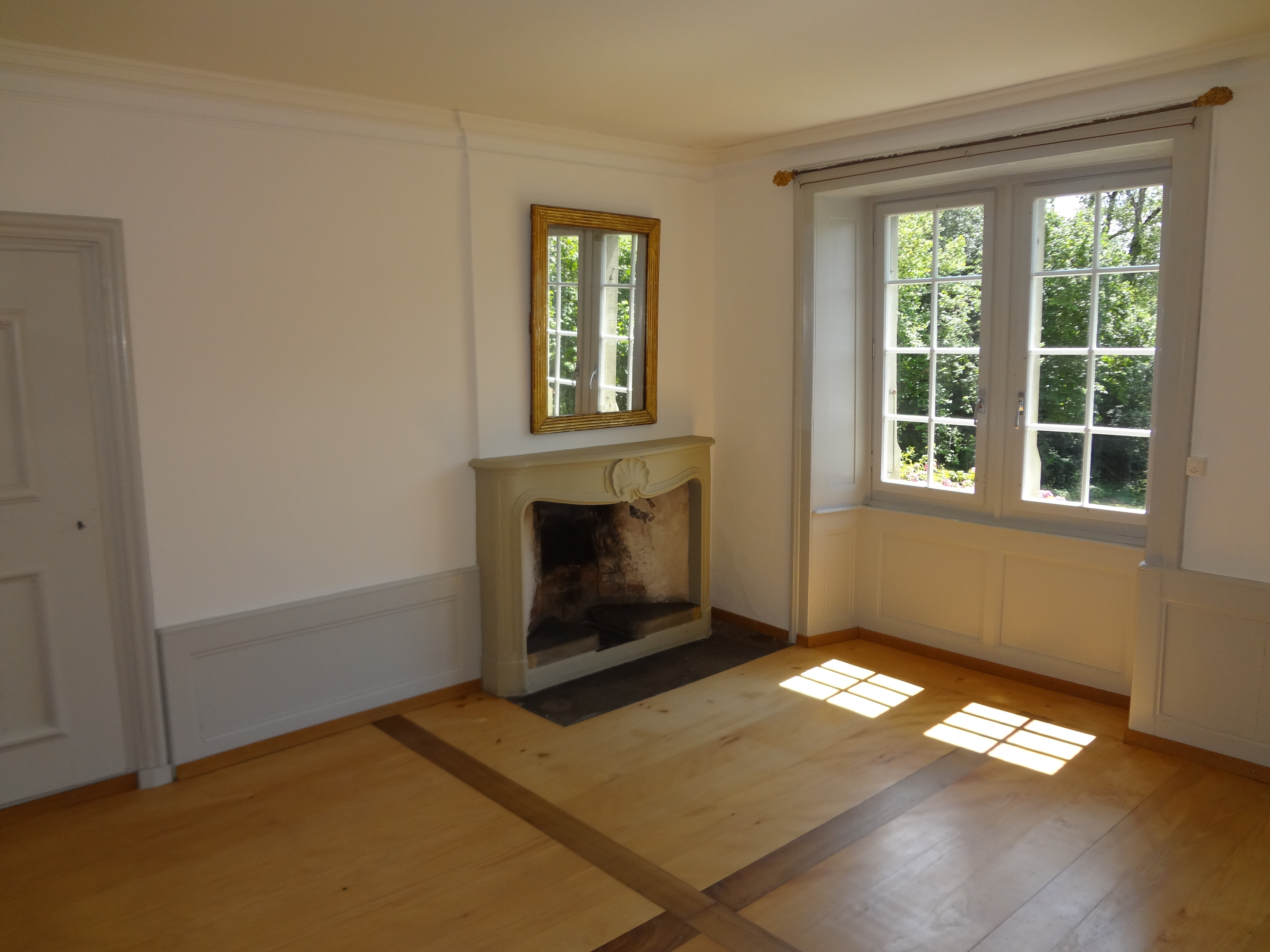
Erstes Obergeschoss, Salon mit Sandstein–Kamin (um 1760) im Südwesten
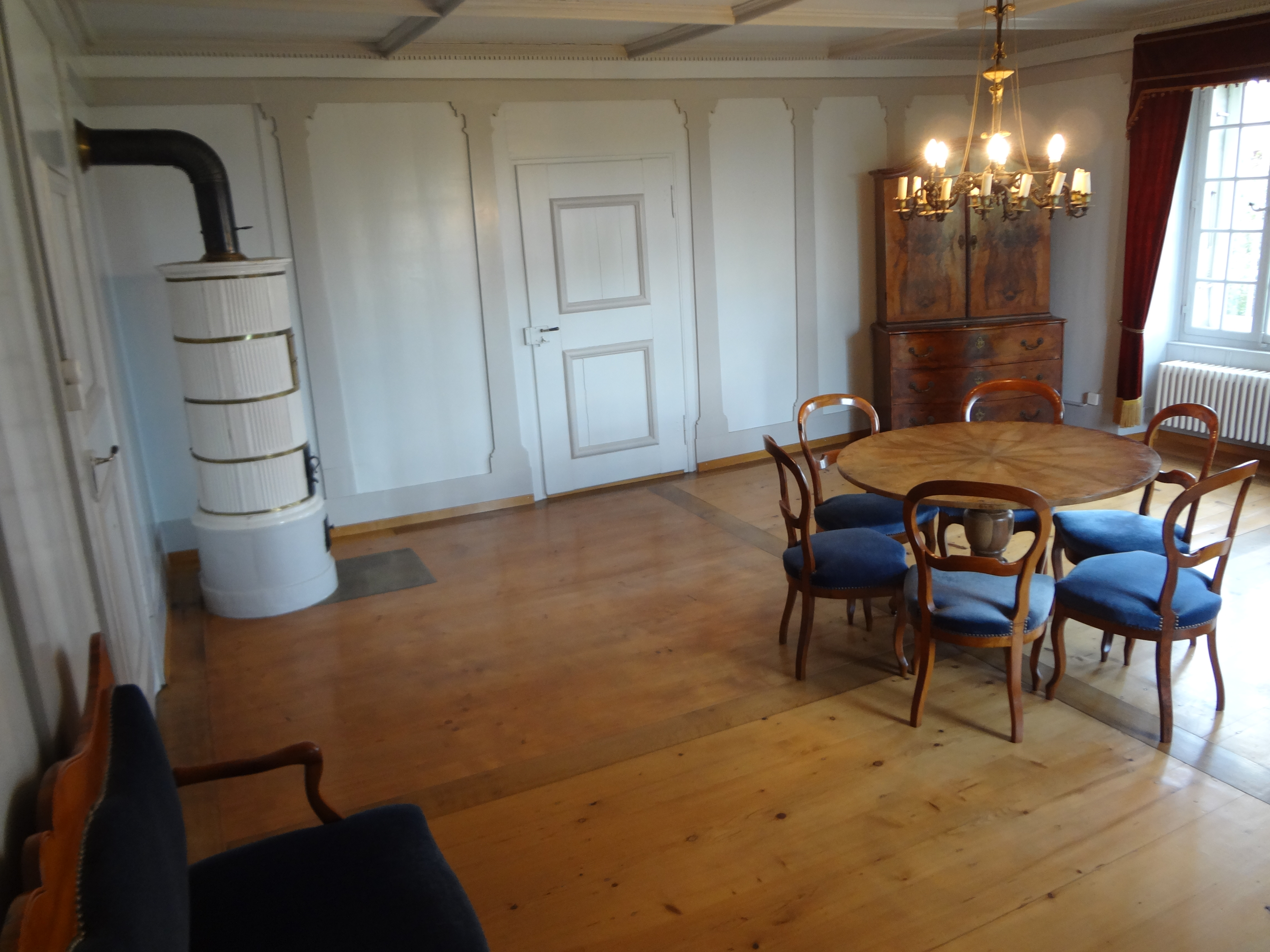
Erstes Obergeschoss, Salon mit Brettpilastertäfer (um 1730)
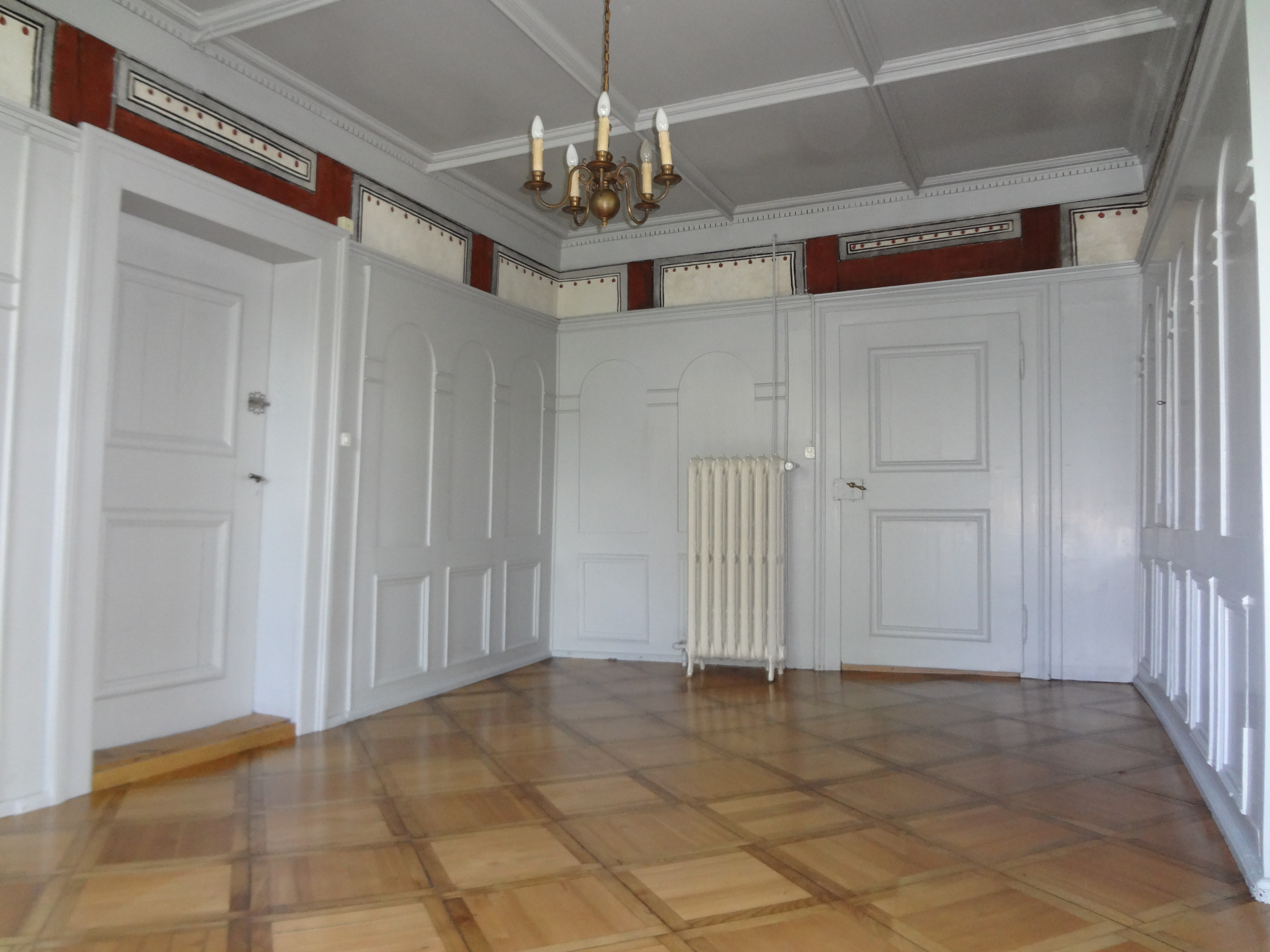
Erstes Obergeschoss, Kabinett mit Bollenfries–Feldern
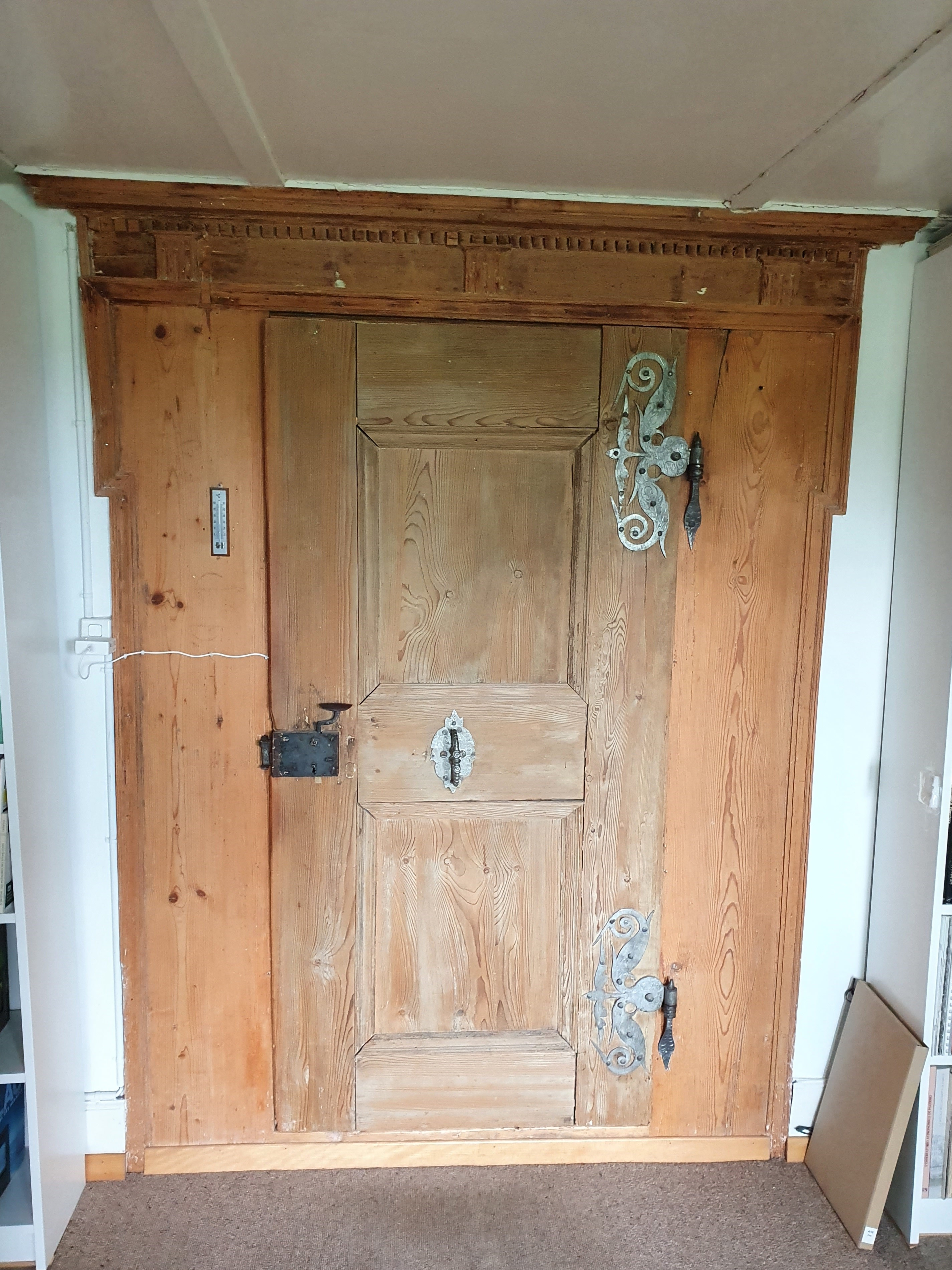
Türe
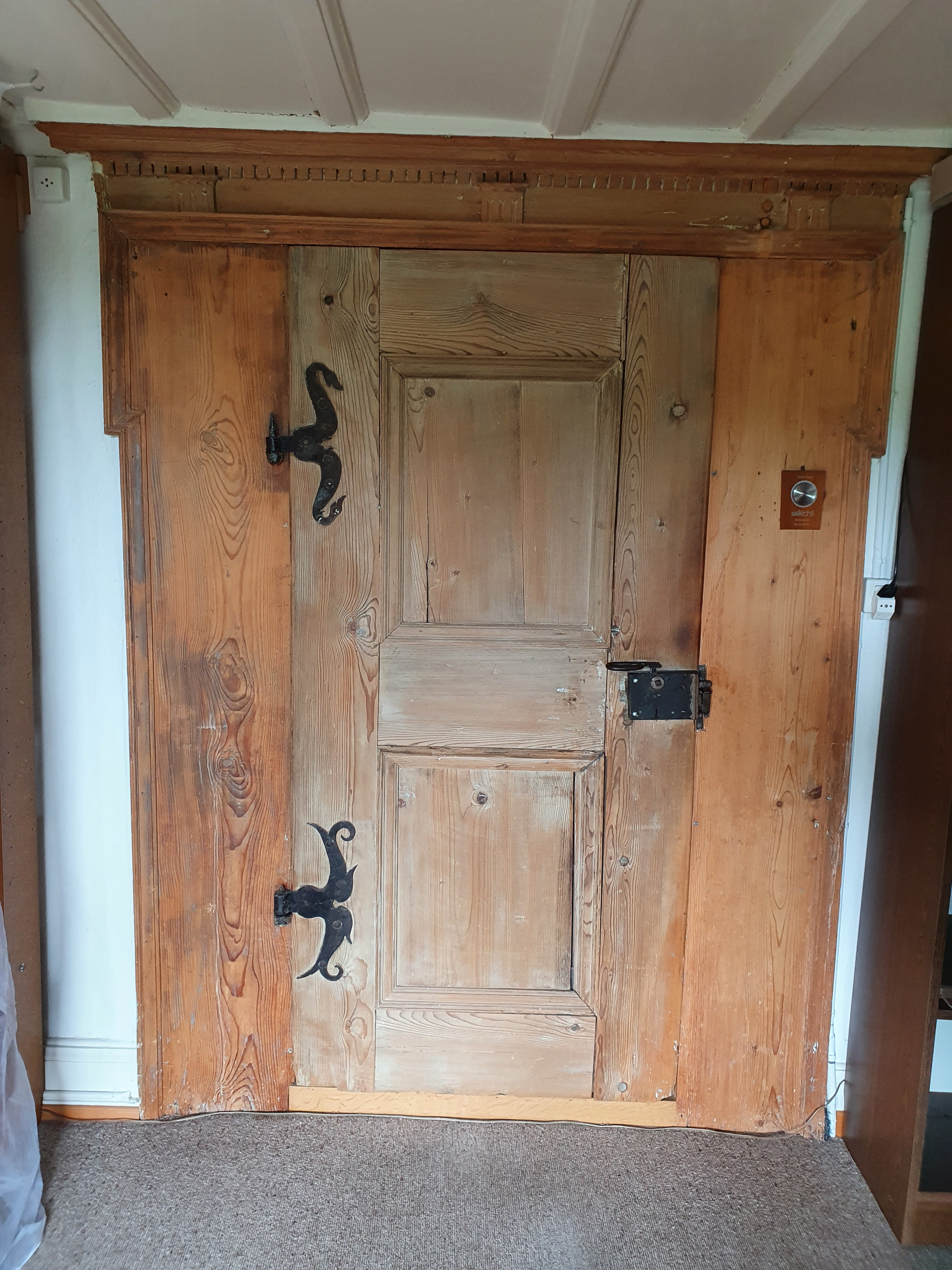
Türe
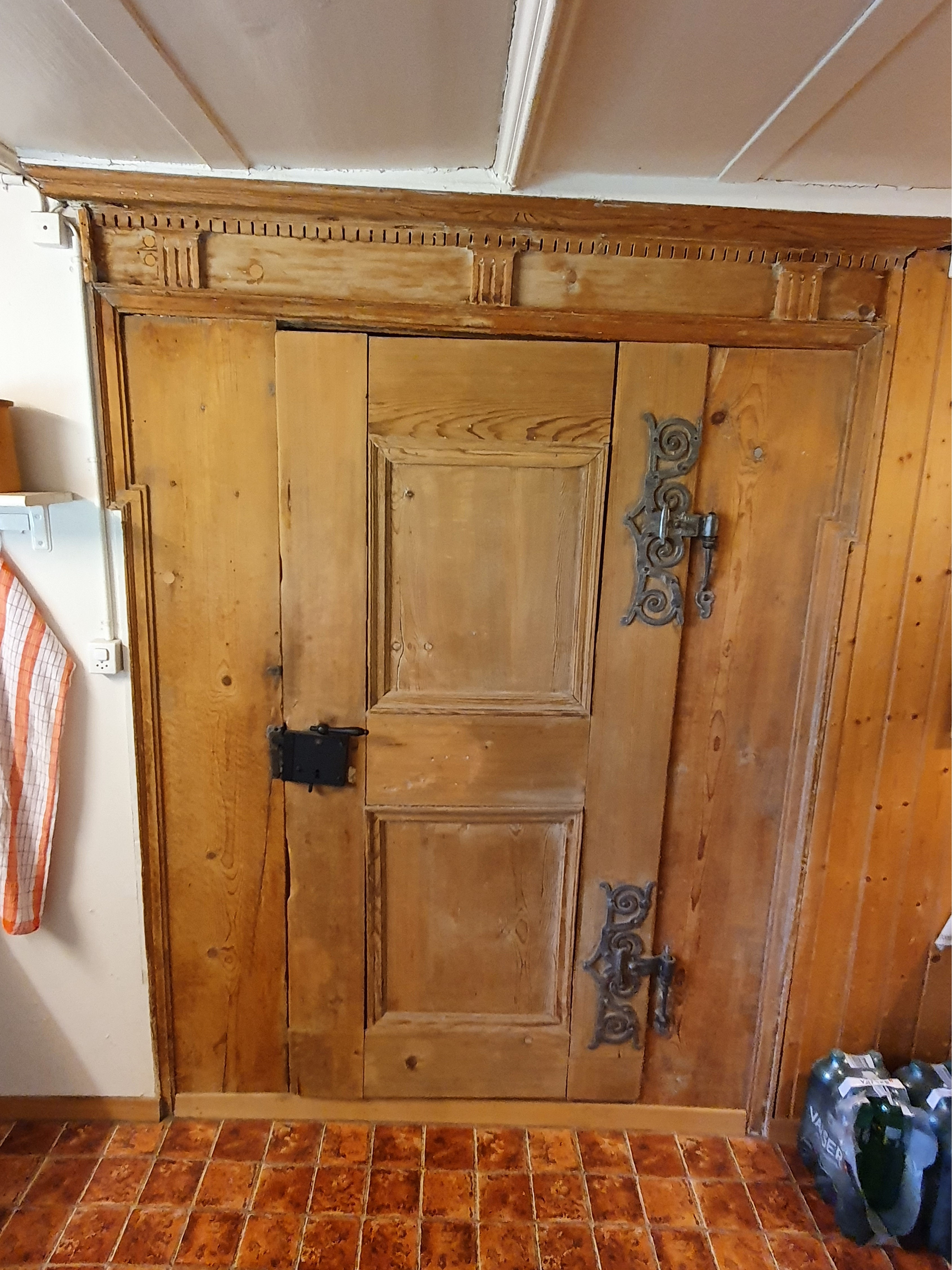
Türe
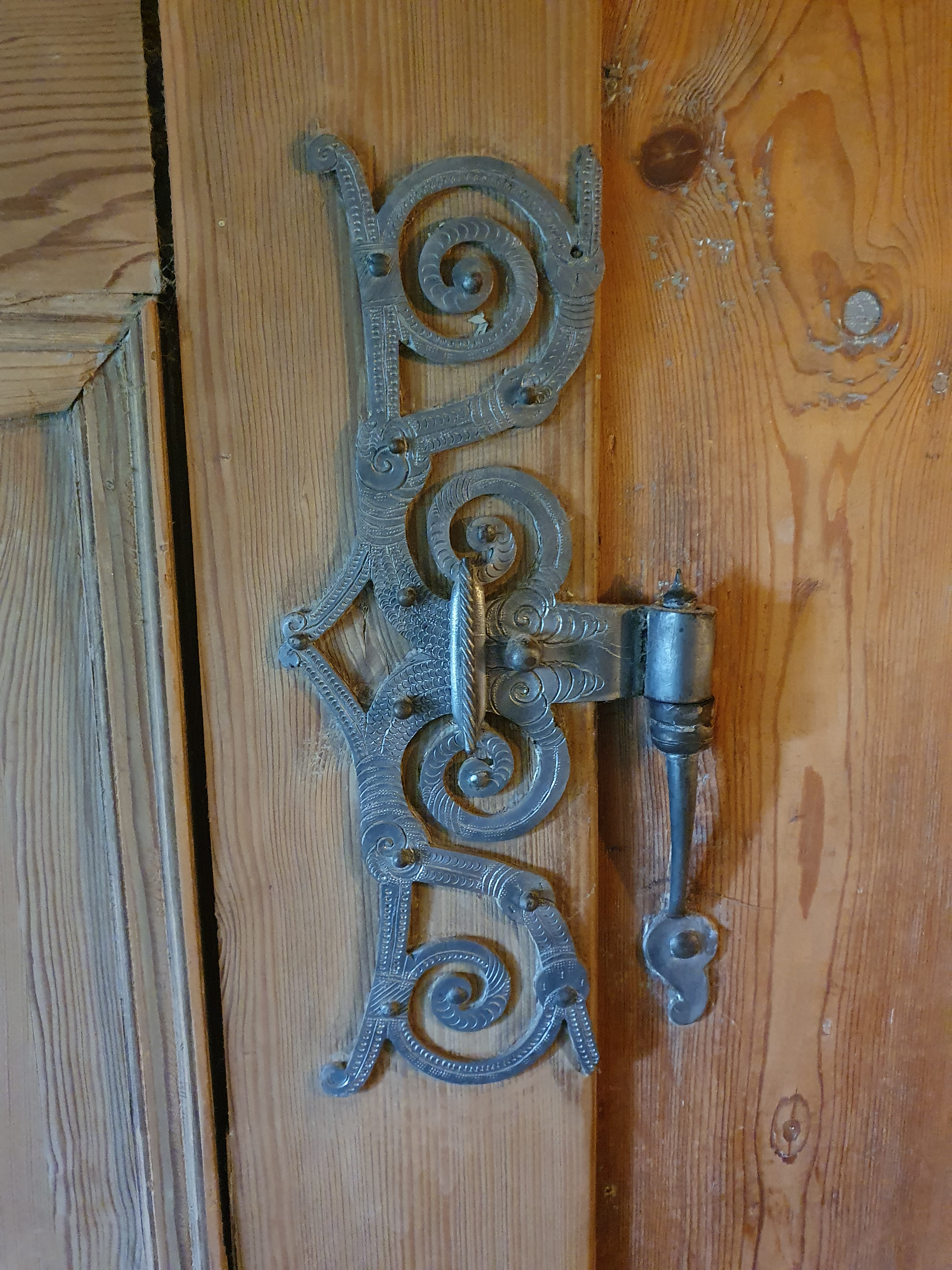
Scharnier einer Türe
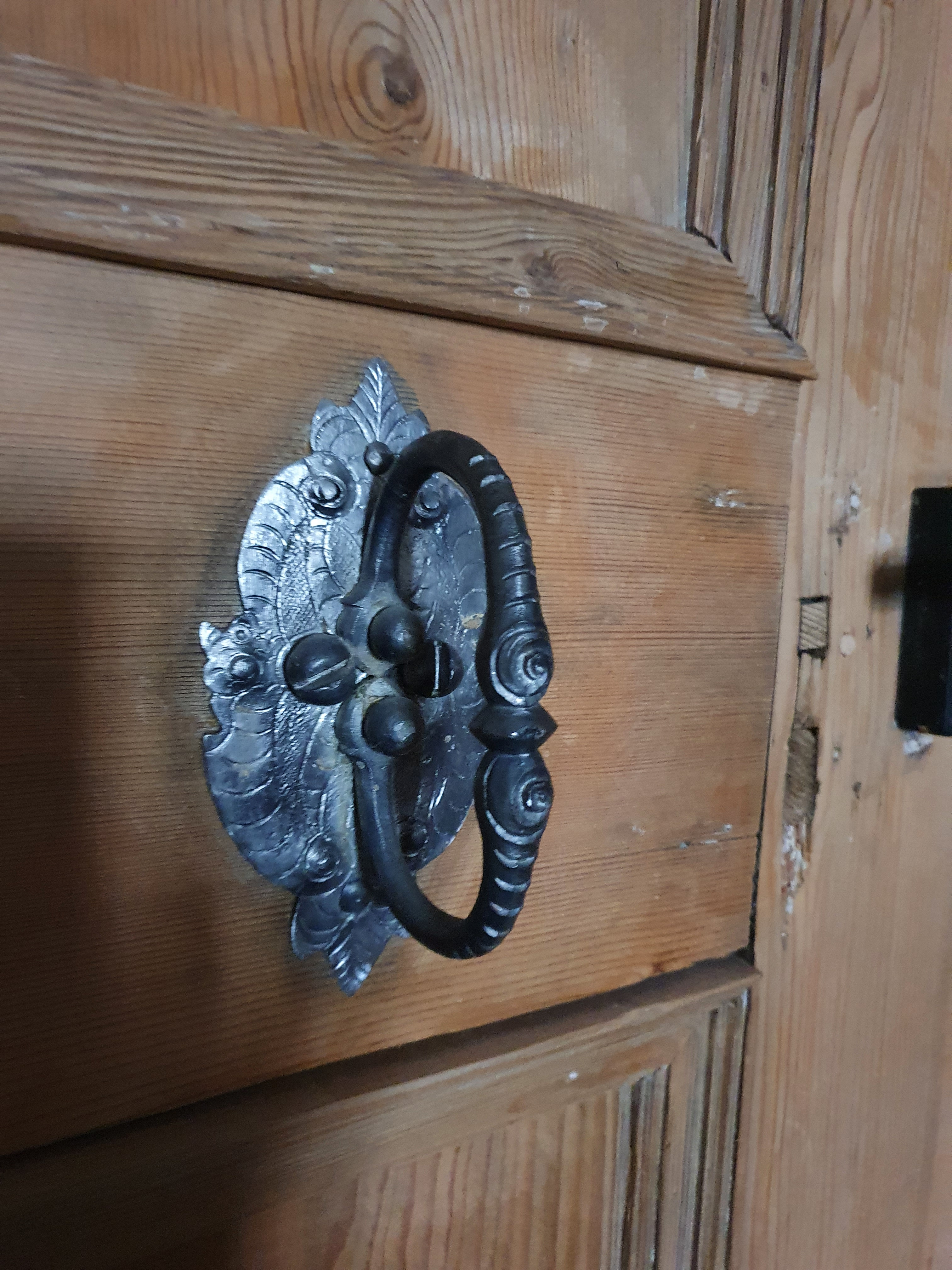
Türgriff